# アンブロシウス・ベンソン
アンブロシウス・ベンソン（フラマン語:Ambrosius Benson、イタリア語:Ambrogio Benzone、1495年/1500年頃 - 1550年）は、初期フランドル派に分類されるイタリア人画家。
ベンソンが描いたと考えられている絵画が多く現存しているが、ベンソンの生涯に関する記録はほとんど残っておらず、作品に署名も残していない。宗教画を多く残しているが、依頼に応じて肖像画も描いた。古典作品から題材をとった作品もあり、『ルクレツィアの死』にみられるように衣服や背景描写は古代のものではなく当時流行していた表現で描いている。ベンソンは大規模な工房を主宰し、その作品はヨーロッパ諸国に流通するなど経済的にも成功を収めた画家だった。ベンソンの作品はとくにスペインで人気があり、マドリードのプラド美術館にはベンソンの作品が多く所蔵されている。
また、19世紀に「ベンソンの模倣者」と呼ばれる画家たちが制作したパスティーシュで、ベンソンの名前は有名になった。とくにベンソンが何点も描いたマグダラのマリアとペルシアのシビュラは幾度も模倣され、19世紀の画商の間でも人気が高い作品となっていった。21世紀現在でもベンソンは高く評価されており、ロンドンのナショナル・ギャラリーやパリのルーヴル美術館などの有力な美術館が所蔵しているほか、2009年にサザビーズが開催したオークションではベンソンの『聖母子』が高値で落札されている。

## 生涯

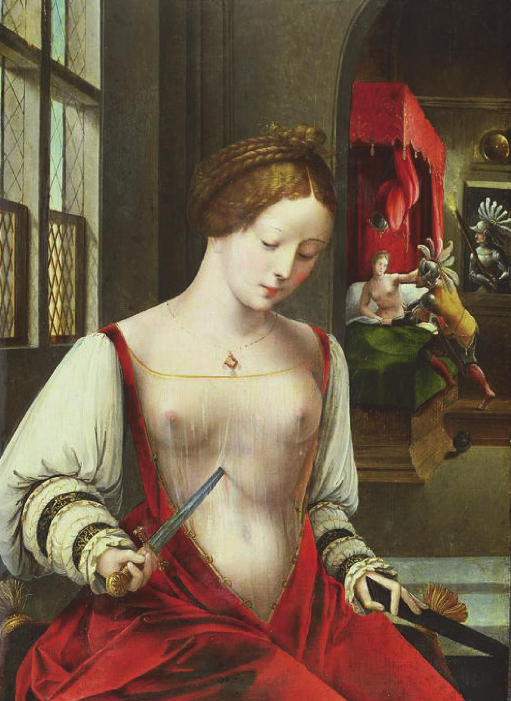
『ルクレツィアの死』、制作年未詳。ルクレツィアの自殺の原因となったセクストゥスによる陵辱が背景に描かれている。ルーヴル美術館所蔵。

当時の多くの画家たちと同様に、ベンソンもヨーロッパ諸国を放浪した画家だった。1515年ごろにブルッヘに移住し、初期フランドル派の画家ヘラルト・ダフィトの弟子となった。ベンソンはのちにブルッヘに帰化してブルッヘ市民となっている。徒弟修業を終えて1519年にマスターとなったベンソンは、画家と鞍職人ギルドの一員となり、1537年から1539年と1543年から1544年にかけて、画家ギルドである聖ルカ組合の最高責任者を務めた。アンナという名前の妻との間に生まれた二人の息子ウィレムとヤンはどちらも画家になっており、再婚後にアンナという娘が生まれている。また、ベンソンには少なくとも二人の婚外子がいたと考えられている。

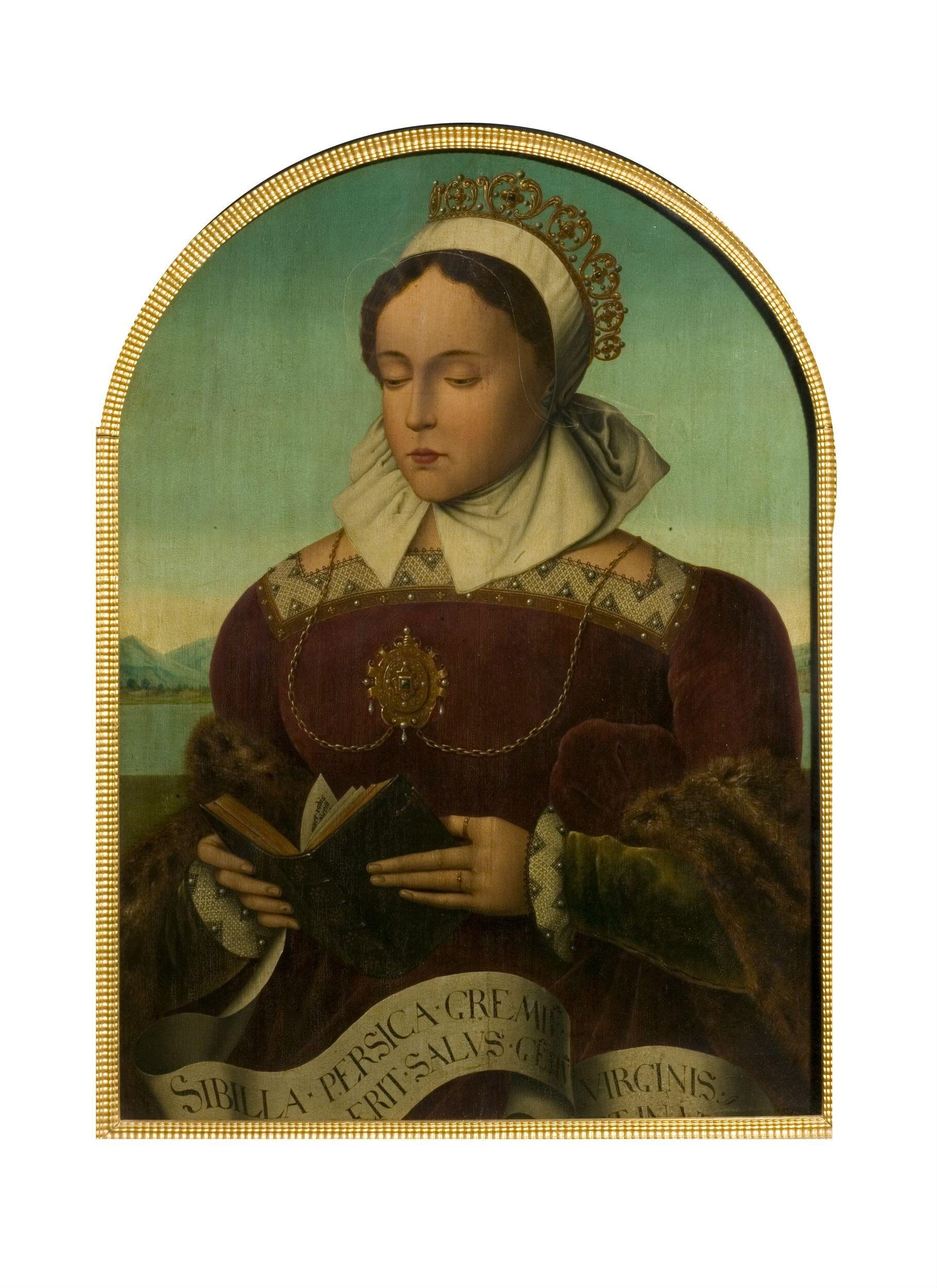
ベンソンの『ペルシアのシビュラ』をもとに描かれた19世紀後半の絵画。読書する女性の半身像が描かれている。ヴィクトリア&アルバート博物館所蔵。

1519年にベンソンは師匠のダフィトと諍いを起こした。原因は、ベンソンがダフィトの工房で独力で制作した、頭部と裸婦の習作集や多くの絵画、ドローイングの返却をダフィトが拒絶したためだった。最終的にベンソンはダフィトを告訴し、ダフィトは横領の罪で監禁されている。
おそらくは初期フランドル派第一世代の巨匠ロヒール・ファン・デル・ウェイデンが1435年ごろに描いた『読書するマグダラのマリア』の影響で、ベンソンは読書する女性という画題を広めた最初の画家の一人となった。ベンソンはこのモチーフを好んで描き、読書しているマグダラのマリアやペルシアのシビュラの作品をほとんど同じ表現で何点も描いている 
。

## ギャラリー

『聖母子』（1520年 - 1525年頃）、グルーニング美術館（ブルッヘ）
『十字架降下』（1528年）、クルティウス美術館（リエージュ）
『聖アンナと聖母子』（1528年頃）、プラド美術館（マドリード）
『ピエタ』（1525年 - 1532年頃）、プラド美術館（マドリード）
『ペルシアのシビュラ』（1530年頃）、ワルシャワ国立美術館（ワルシャワ）
『聖母子と聖女バルバラ、聖女カタリナ』（1530年 - 1532年頃）、ルーヴル美術館（パリ）
『ホロフェルネスの首を持つユディット』（1530年 - 1533年頃）、グルノーブル美術館（グルノーブル）
『読書するマグダラのマリア』（1535年）、ナショナル・ギャラリー（ロンドン）